# Појнт Лукаут (Њујорк)
Појнт Лукаут (енгл. Point Lookout) насељено је место без административног статуса у америчкој савезној држави Њујорк.

## Демографија
По попису из 2010. године број становника је 1.219, што је 253 (-17,2%) становника мање него 2000. године.
| Група             | 2000.         | 2010.         |
| Белци             | 1.416 (96,2%) | 1.159 (95,1%) |
| Афроамериканци    | 6 (0,4%)      | 6 (0,5%)      |
| Азијати           | 7 (0,5%)      | 12 (1,0%)     |
| Хиспаноамериканци | 31 (2,1%)     | 39 (3,2%)     |
| Укупно            | 1.472         | 1.219         |